# Hami, Xinjiang
Hami, även känd som Kumul, är en prefektur i den autonoma regionen Xinjiang i nordvästra Kina. Den ligger omkring 490 kilometer öster om regionhuvudstaden Ürümqi.
Prefekturen gränsar till provinserna Chovd och Gobi-Altaj i Mongoliet.

## Administrativ indelning
Kumul är indelat i en stad på häradsnivå, ett härad och ett autonomt härad:
|    |                                        |                    |                          |                                |                               |                   |            |                         |  |
| Nr | Namn                                   | Kinesiska          | Pinyin                   | Uiguriska (arabisk skrift)     | Uiguriska (latinsk skrift)    | Befolkning (2010) | Area (km²) | Befolkningstäthet(/km²) |  |
| 1  | Hami stad                              | 哈密市             | Hāmì shì                 | قۇمۇل شەھىرى                   | Qumul shehiri                 | 472 175           | 81 794     | 5,77                    |  |
| 2  | Aratürük härad                         | 伊吾县             | Yīwú xiàn                | ئارا تۈرۈك ناھىيىسى            | Ara Türük nahiyisi            | 24 783            | 19 821     | 1,25                    |  |
| 3  | Det kazakhiska autonoma häradet Barköl | 巴里坤哈萨克自治县 | Bālǐkūn Hāsàkè zìzhìxiàn | ئاپتونوم ناھىيىسى باركۆل قازاق | Barköl Qazaq aptonom nahiyisi | 75,442            | 37,304     | 2.02                    |  |

## Klimat
Genomsnittlig årsnederbörd är 90 millimeter. Den regnigaste månaden är juni, med i genomsnitt 28 mm nederbörd, och den torraste är mars, med 1 mm nederbörd.